# Frühkapitalismus
Der Frühkapitalismus (auch als Handelskapitalismus bezeichnet) ist ein von dem deutschen Soziologen und Ökonomen Werner Sombart in seiner Geschichte Der moderne Kapitalismus von 1902 geprägter Begriff, der eine volkswirtschaftliche Gesellschaftsform beschreibt, die sich im noch vorherrschenden Feudalismus von diesem prinzipiell darin unterschied, dass das Geld und das Privateigentum von Produktionsmitteln gegenüber dem Besitz an Grund und Boden an Bedeutung gewonnen hatte. Der entsprechende Wandlungsprozess begann im Spätmittelalter (Mitte des 13. bis zum Ende des 15. Jahrhunderts) und setzte sich in der Frühen Neuzeit (Mitte des 15. bis Mitte 17. Jahrhunderts) fort.

## Kennzeichen
Beim Frühkapitalismus handelte es sich um einen Vorläufer des Kapitalismus, da noch vorwiegend mit handwerklicher Technik gearbeitet wurde. Er ist aus Elementen der einfachen Warenproduktion und des Handelskapitalismus entstanden. Der zunehmende Wechsel von der Tauschwirtschaft zur Geldwirtschaft erlaubte die Bildung von Kapital und damit die Möglichkeit, mit Zinsen, Gewinnen oder Pacht Einkommen zu erzielen. Das kirchliche Zinsverbot schränkte diese Möglichkeit zwar zunächst noch ein, konnte aber auf verschiedenen Wegen umgangen werden.
Kennzeichnend für diese Epoche war das in Italien aufkommende Bankwesen, das sich in ganz Europa und darüber hinaus verbreitete, sowie die zunehmende Bedeutung des Fernhandels. Dieser war abhängig von den internationalen Märkten. Wichtige Umschlagplätze dafür bildeten die europäischen Seehäfen, die noch stärker, als sie es bis dahin ohnehin schon waren, zu bedeutenden Zentren dieser Märkte avancierten. Der Prozess der Herausbildung des Handelskapitals und entsprechender Formen des Geldverkehrs und seiner institutionellen Absicherung wird auch als Kommerzielle Revolution bezeichnet.
Neben den Bank-, Kredit- und Versicherungsunternehmen entstand auch das Verlagswesen. Es entwickelte sich eine am Markt orientierte Wirtschaftsstruktur.

## Frühkapitalismus als Phase des Übergangs
Der Frühkapitalismus stellte insofern ein Zwischenstadium zwischen der Ökonomie im Feudalismus und des Kapitalismus dar, als der Grundbesitz immer weniger Quelle des Reichtums war und die Finanzierung des Staates immer mehr auf das Bankenwesen angewiesen war. So wurde die Produktion von Waren und Gütern im Feudalismus stark von der Naturalwirtschaft geprägt, wobei der überwiegende Teil der Bevölkerung aus Bauern bestand, die aber ihrerseits nicht Eigentümer des von ihnen bestellten Landes waren. Denn dieser Grund und Boden war das Eigentum des Grundherrn.
Die gesellschaftlichen Voraussetzungen wie vertragsbasierte freie Lohnarbeit, Pachtverträge für Bauern statt Leibeigenschaft und Hörigkeit setzten sich zuerst im Zuge frühbürgerlicher Revolutionen an den westlichen Rändern Europas gegen das althergebrachte Geburtsrecht und Privilegiensystem des Adelsstands mit seiner feudalen Grundordnung durch.
Mit dem aufkommenden Frühkapitalismus erreichten die Unternehmer dieser Zeit eine Monopolstellung nicht allein über den Markt, sondern oft durch Kredite an staatliche Souveräne (beispielsweise für die Finanzierung stehender Heere). Prosperierende Branchen waren zunächst Bankwesen und Bergbau. Erst im Laufe der industriellen Revolution ab Mitte des 18. Jahrhunderts wurde die Massenproduktion (Manufakturen) lukrativ.
Weiterhin gab es eine Tendenz zu Wirtschaftsformen in Form von Gesellschaften (z. B. Handelskompanien; ital. Compagnia). Es folgte die Trennung von privatem und beruflichen Bereich. Größere Bedeutung gewann die Finanzrechnung. Das machte sich im Aufkommen der doppelten Buchführung, den Handlungs- und Kaufmannshandbüchern bemerkbar. Weiteres Kennzeichen war die erhöhte Effizienz in der Produktion und das verstärkte Aufkommen der durch den Geldverkehr entstehenden finanziellen und sozialen Abhängigkeitsverhältnisse. Dies entsprach dem Bild der ökonomischen Gesellschaftsformation von Karl Marx in dessen Kritik an der politischen Ökonomie – in den Teilen, die sich auf dieses Zeitalter beziehen.
Das Vordringen der Osmanen nach Kleinasien, das seinen vorübergehenden Höhepunkt mit der Eroberung von Konstantinopels im Jahre 1453 fand, behinderte zunehmend die europäischen Kaufleuten auf ihren Handelsrouten nach Asien. Auch deshalb expandierten portugiesische und spanische Seefahrer ihre nautischen Unternehmungen. So entdeckte Christoph Kolumbus 1492 das spätere Amerika, und Vasco da Gama fand 1497 den Seeweg in das eigentliche Indien, das ihn um die Südspitze Afrikas herum über den Indischen Ozean dahin führte. Die zunehmende Verbreitung des Buchdrucks, Johann Gutenberg erfand um 1450 den Buchdruck mit beweglichen Lettern, ließen neue Erkenntnisse und Ideen schneller verbreiten und förderte indirekt die Alphabetisierung.
Das zu Reichtum gelangte Bürgertum drängte Zug um Zug die seit dem Mittelalter bestehende Vorherrschaft des Adels und der Geistlichkeit zurück, so etwa die Fugger in Augsburg, die als Bankiers von Päpsten indirekt am Ablasshandel beteiligt waren und 1517 sogar die Wahl des deutschen Kaisers Karl V. (HRR) finanzierten oder die in Augsburg und Nürnberg ansässigen Welser oder die florentinischen Medici.
Die Ursprünge der kapitalistische Produktionsweise liegen in den mittelalterlichen Städten, wo die Macht der Fürsten schon früh durch Privilegien oder durch ein starkes, ökonomisch einflussreiches Bürgertum eingeschränkt wurde. Hier sind besonders die Messestädte oder die italienischen Handelsstädten zu nennen, wo zahlreiche Händler und Waren aufeinander trafen und das Wirtschaftsgeschehen kaum reguliert wurde.

## Einfluss des Patriziats
Repräsentativ für diese Gesellschaft war die Schicht des Patriziats, das sich in den Städten zu Gilden zusammenschloss. Das geschah auch um seine Interessen sowohl als städtische Oberschicht gegenüber dem Rat einer Stadt oder gegenüber dem Lehnsherrn beziehungsweise Territorialherrn Nachdruck zu verleihen. Im Überblick betrachtet förderte der Geldverkehr die Herausbildung des Bürgertums als soziale Schicht.
Die Patrizier hatten auch Einfluss auf politische Entscheidungen. Nicht selten kam es zu einer personellen Verschmelzung von Unternehmensführung und politischer Herrschaftsambition. Die Bank der Medici trat zum Beispiel als päpstliche Bank in Erscheinung, oder auch als Finanzier von Konzilien. Dies war beispielsweise auf dem Konzil von Basel/Ferrara/Florenz der Fall. Die Fugger in Augsburg wiederum fungierten als kaiserliche Hausbank. Die italienischen Peruzzi, Bardi und Medici, die Ango aus Rouen und Dieppe, die Augsburger Fugger und Welser, die Nürnberger Tucher oder Imhoff und nicht zuletzt die europaweit agierenden Postmeister aus der Familie Taxis lieferten zugleich Beispiele für Unternehmerdynastien mit langfristigem und maßgebendem politischen Einfluss. Durch das Verbundensein von politischer Herrschaft infolge gesellschaftlichen Aufstieges aus dem Kaufmannsstand, über die Gilden und Zünfte in die politischen Ämter und der Unternehmensführung entstand so ein Beziehungsgeflecht, das als Patronagesystem bezeichnet wird. Zu den berühmtesten gehörte das der Medici in Florenz, die in den wichtigsten Finanz- und Umschlagplätzen in Europa durch Filialen vertreten waren. Das Mäzenatenwesen ist letzten Endes ebenfalls ein Teil dieses Patronagesystems.

## Ausbreitung
Der Frühkapitalismus breitete sich zunächst vor allem in übernationalem und städtischem Umfeld Europas aus, während nebenher – vorrangig im ländlichen Gebiet – der Feudalismus mit seinem Lehnswesen und der Abhängigkeit der Bauern vom Lehnsherrn die Gesellschaft der frühen Neuzeit weiterhin vorherrschte. Darin lag auch eine der Ursachen für den Ausbruch des Deutschen Bauernkrieges und weitere soziale Unruhen.
Die Entdeckungen in der Neuen Welt unter Christoph Kolumbus wie auch die Weltumsegelung Magellans waren wiederum Voraussetzungen für das Entstehen eines frühmodernen Welthandels. Diese führten aber auch zu Spekulationen. Die Staatsbankrotte Spaniens, der Niederlande und Frankreichs trieben zum Beispiel das Unternehmen der Welser, das selbst eine Kolonie in Venezuela besaß, in den finanziellen Ruin. Es entwickelte sich eine am globalen Markt orientierte Wirtschaftsstruktur. Die globale Ausrichtung war aufgrund der Kolonialreisen durch Europäer und der damit erlangten Kenntnisse über entfernte Märkte und Handelsrouten möglich geworden. Diese Ausrichtung der europäischen wirtschaftlichen und kolonialen Aktivitäten führte auch zum „Versklavungshandel als erste Welle einer unausgewogenen Globalisierung“ und so lässt sich ein großer Teil der heutigen weltweiten ökonomischen und politischen „Dominanzstrukturen auf die Zeit des Kolonialismus zurückführen“.

## Beginn des Kapitalismus als historische Epoche
Der moderne Kapitalismus mit der Überwindung der Feudalgesellschaft setzte sich erst mit dem Anbruch der Moderne ab dem Jahrhundertwechsel vom 18. zum 19. Jahrhundert, der von England ausgehenden industriellen Revolution ab etwa 1750 und den mit ihr einhergehenden bürgerlichen Revolutionen bis Mitte des 19. Jahrhunderts durch, beispielsweise durch die Bauernbefreiung und die Beseitigung des Zunftzwanges. Der vormalige dritte Stand der europäischen Gesellschaft, das Bürgertum, löste im Lauf vergleichsweise weniger Jahrzehnte den noch herrschenden Adel und die regierenden Fürstenhäuser Europas auch in ihrer politischen Vormachtstellung nach und nach ab.